# 扶綏県

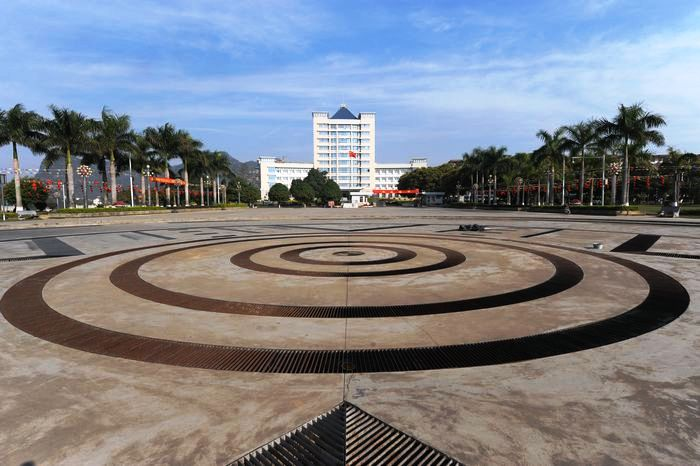
扶綏県政府

扶綏県（ふすい-けん）は中華人民共和国広西チワン族自治区崇左市に位置する県。

## 地理
広西チワン族自治区の南西部にあり、崇左市の東部に位置し、南寧市から約45km圏内、崇左市から約76km、憑祥市友誼関から約150km、防城港市から約160km、ベトナムハノイから約300kmの距離。扶綏県の西部は崇左市江州区と接している。北部は南寧市隆安県、東部と北東部は南寧市江南区と接し、南部は防城港市上思県、南西部は崇左市寧明県と接する。扶綏県の中心部は新寧鎮の扶綏駅周辺に住宅地や商店街が立ち並び長生地域における人口・商業の場となっている。

### 地形
扶綏県は、左江沿いの低地と南部台地からなり、南部四方嶺の蕾煙泰山（標高834.5m）は県内の最高峰。水田は北西部の下霊・淥井・維旧と南部の六頭・那江・板包に広がっており、畑地帯は竜頭郷、東門鎮の郝佐と自堯、渠黎鎮の汪荘、渠蒔、岜邦の平坦部に位置し、比較的農業に適している。農業はサトウキビを中心に発展した。
市域
- 広袤（こうぼう）：東西55km、南北78km

自然
- 川：麗江、淥運江、岜盆川、汪荘川、客蘭川、百夾川（羅陽川）
- 山：蕾煙泰山（標高834.5）、三哈秀山（標高804.1）、鳳凰山、竜頭山、筆架山、金鶏山

### 気候
扶綏県は亜熱帯地域に位置し、春の平均気温は15.5℃、夏の平均気温は22℃、年間平均気温は21.9℃前後、年間降水量は約1270mm前後。夏場は市内の中では特に気温が上がり、猛暑日になる日も珍しくない。一方、冬場は崇左市並みに温暖で気温が氷点下になることはほとんどなく、雪が降ることは非常に珍しい。またトマト、ライチ、オレンジ、マンゴー、バナナ、スイカ、メロンなど亜熱帯地域の気候に適した野菜や果物が栽培されている。

## 民族
- 総人口: 43.2万人(2010年)
- チワン族: 35.76万人(82.8%)
- 漢族: 7.3万 (16.9%)
- ヤオ族：0.2%
- ほかの少数民族: 0.1%[2]

## 歴史
古来、チワン族人の住む地であり、唐代の前に西原蛮地に属した。唐代の貞観10年（636年）に、嶺南西道管轄の羈縻州である籠州が設置され、州庁所在地が現在の扶綏新寧鎮に置かれた。天宝（742年 - 756年）初頭には、籠州が扶綏郡に改称された。大暦6年（771年）に、嶺南道の安南都護府が管轄する羈縻西原州が設置された。北宋の皇祐5年（1053年）に、チワン族の歴史における民族英雄である儂智高の起義が失敗した後に、宋王朝により康山黄峒地に永康県が設置され、元羈縻籠州の地に武黎県が設置され、元羅籠県の地に羈縻忠州が設置され、邕州の管轄とされた。扶綏は武黎県の管轄に属し、元代まで沿襲された。明代初期には、武黎県が武黎・華陽・沙水・呉従の4つの峒に分かれて、嘉靖年間（1522年 - 1566年）に、武黎・華陽・沙水・呉従の4峒が武黎・華陽・沙水・呉従の4都に改編。隆慶6年（1572年）に、武黎・華陽・沙水・呉従の四都と如禾県の一部が合併して新寧州が設置され、扶綏はその管轄に置かれた。清代は基本的に明代の行政区画を踏襲した。
- 1912年（民国元年）、改土帰流制施行により忠州土州が忠県、永康州が永康県に改称。
- 1914年（民国3年）、新寧州が扶南県に、永康県が同正県に改称。
- 1916年（民国5年）、忠県が綏淥県に改称。
- 1928年（民国17年）、羅陽土県が改土帰流制施行により同正県に編入。
- 1949年に中華人民共和国が成立した後、1951年7月に扶南県・同正県・綏淥県の合併が決定され、扶綏県が成立し現在に至っている。

## 行政

### 行政区画
8の鎮と3の郷を管轄する。
| 区分 | 数 | 名称                                                    |
| ---- | -- | ------------------------------------------------------- |
| 鎮   | 8  | 新寧鎮 渠黎鎮 渠旧鎮 柳橋鎮 東門鎮 山圩鎮 中東鎮 東羅鎮 |
| 郷   | 3  | 竜頭郷 岜盆郷 昌平郷                                    |

14の行政社区と119の行政村を管轄する。
| 鎮・郷 | 行政社区名・村名 |
| ------ | --- |
| 新寧鎮 | 城廂、城東、城西、城南、秀峰の5行政社区と充禾、長沙、那寛、水辺、塘岸、上洞、大塘、渠那の8行政村                                               |
| 渠黎鎮 | 渠黎社区、中国-ASEAN青年工業団地社区と聯綏、渠哆、馱河、新安、岜桑、布堯、那勒、弄平、渠蒔、汪荘、大陵、蕾隴、篤邦、渠新、必計、渠鳳の16行政村 |
| 渠旧鎮 | 渠旧社区と瀨濾、馱弄、馱迓、三合、弄卜、渠呑、中原、竹琴、崇辺、布沙の10行政村。                                                               |
| 柳橋鎮 | 柳橋社区と雷大、上屯、岜留、竈瓦、新村、渠斉、西長、扶岜、坡利、坡龕、平坡、那加の12行政村。                                                   |
| 東門鎮 | 東門社区と板包、佰党、郝佐、六頭、岜楼、渠栄、布練、旧城、自堯、卜葛、那江、那巴、江辺、嶺南、馱達の15行政村。                                 |
| 山圩鎮 | 山圩社区と渠透、那利、壩引、昆侖、平天、那派、平搞、那白、玉柏、九塔、那任の11行政村。                                                         |
| 中東鎮 | 中東社区と新霊、瓶山、旧県、豊坡、九和、思同、新隆、百域、上余、三哨、東哨、淋和、四新、維旧の14行政村。                                       |
| 東羅鎮 | 東羅、客蘭、都充、那練、岑凡、渠坎、岜羊、東斗、厚寨の9行政村。                                                                                |
| 竜頭郷 | 竜頭社区と旧荘、鳳荘、肖漢、那塘、壇竜、那貴、林旺、滕広の8行政村                                                                              |
| 岜盆郷 | 岜盆、那坡、姑豆、弄廩、岜倫、弄洞、馱遼、那標の8行政村。                                                                                      |
| 昌平郷 | 昌平社区と平白、八聯、賽仁、四和、中華、木民、石麗、聯豪の8行政村。                                                                            |

### 県委書記・県長
- 県委書記：藍大煌(チワン族、2011年6月 - 現職)
- 県長：羅彪(チワン族、 2011年8月 - 現職)

### 役所
- 県役所：扶綏県新寧鎮新寧街2号
- 行政区画代碼：451400

### 県の行政機関
- 教育局
- 科技局
- 公安局（警察局）
- 民政局
- 財政局
- 交通局
- 衛生局
- 農業局
- 文化局
- 民族局
- 商務局
- 林業局
- 審計局
- 統計局
- 穀物局
- 旅遊局
- 監督局
- 国土局
- 交通局
- 発改局
- 計生局
- 環保局
- 民政局
- 経貿局
- 司法局
- 建設局
- スポーツ局(文体局)
- 水産畜牧局
- 農機管理局
- 人事労働局
- 漁業畜産獣医局(漁牧獣医局)
- ラジオ・映画・テレビ局(広電局)

### 直属機関
- 物価局
- 土地山林水利紛争調停処理弁公室
- 糖業弁公室
- 扶貧弁公室
- 法制弁公室
- 調処弁公室
- 改水弁公室
- 僑務弁公室
- 信訪弁公室
- 編制弁公室
- 房改弁公室
- 老齢弁公室
- 政務センター管理弁公室

### 直属事業単位
- 機関物流サービスセンター
- 障害者連盟
- 東羅鉱山管理処
- 都市開発・投資株式会社[3]

### 国・自治区・市の機関
- 工商局
- 国税局
- 地税局
- 供電局
- 気象局
- たばこ専売局
- 品質技術監督局
- 食品医薬品局監督局

## 人口
扶綏県の各鎮・郷人口(2010-2011年)は下記の通り。：
| 鎮・郷 | 人口                                          |
| ------ | --------------------------------------------- |
| 新寧鎮 | 85,512人                                      |
| 渠黎鎮 | 48,195人                                      |
| 渠旧鎮 | 28,000人                                      |
| 柳橋鎮 | 33,000人                                      |
| 東門鎮 | 44,000人、その中のチワン族人口が90%を占める。 |
| 山圩鎮 | 38,000人                                      |
| 中東鎮 | 38,000人                                      |
| 東羅鎮 | 41,000人、その中のチワン族人口が90%を占める。 |
| 竜頭郷 | 32,000人                                      |
| 岜盆郷 | 27,552人                                      |
| 昌平郷 | 25,054人                                      |

## 資源
植物
扶綏の森林面積は9.23万エーカーがあり、県全体の40.12%を占める。県内では、国家保護されている貴重な植物であるゴールデンカメリア（学名：Camellia nitissima）がある。
鉱物
扶綏県の鉱物種は非常に豊富で、石炭、鉄、マンガン、アルミニウム、亜鉛、コバルト、ニッケル、方解石、石灰石、重晶石、水晶、大理石など20種類以上の鉱産資源がある。
恐竜化石
扶綏県の山圩鎮では、1973年に1.3億年前の恐竜の化石が発掘された。これらは世界有数の竜脚類恐竜の化石であり、中国では「恐竜化石の郷」として知られている。

## 経済

### 産業
主な産業：サトウキビ栽培、サイザル麻栽培、砂糖(蔗糖)業、サイザル麻加工業、セメント業と鉱業。
サトウキビ栽培
サトウキビ栽培は1990年代に始まり、現在は耕地面積の2/3をサトウキビ栽培が占め、栽培農家数・栽培面積・生産量とも中国の最大。
サイザル麻栽培
現在のサイザル麻栽培面積は約12万エーカーがあり、世界のサイザル麻栽培総面積の約1/3を占める。
砂糖業
扶綏県内では、扶南東亜公司と東門南華公司の二つの大きな製糖会社があり、毎年恒例のサトウキビ原料産量は500万トンに達し、産糖量は66万トンである。「蔗糖の郷」と呼ばれている。
サイザル麻加工業
県内では、2社のサイザル麻製品加工企業があり、サイザル麻製品は6000トンに達し、現在は中国最大規模のサイザル麻の生産加工基地を建設している。
セメント業
県内では年間のセメント生産量は500万トンに達し、中国の南西部のセメント・建材の生産基地となっている。
鉱業
主に石炭を生産している。

### 農業
渠黎鎮、渠旧鎮、東門鎮、柳橋鎮や中東鎮北部には広大な農地が広がる。サトウキビやサイザル麻などの畑作が中心だが、落花生、キャッサバ、スイカ、黒皮トウガン、リュウガン、ライチ、バナナ、マンゴーなどの野菜・果樹栽培も盛んで、黒皮トウガンの栽培では、広西最大の栽培と加工基地である。

### 養殖業
地元の農家の副業として、主にカメ、カメやヘビを養殖している。

## 交通

### 鉄道
- 桂越鉄道:県内に5の駅がある。

### 路線バス

#### 高速バス
- 南友高速

#### 一般路線バス
- 扶綏バス:扶綏1路

### 道路
- 322国道

### 水路
- 左江
- 麗江
- 淥運江

## 教育

### 学校

#### 幼稚園
- 扶綏県直属機関第一幼稚園(公立)
- 扶綏県直属機関第二幼稚園(公立)
- 私立幼稚園35所[7]

### 小学校
- 扶綏県小学校(公立)
- 扶綏県渠黎小学校
- 扶綏県吉陽小学校
- 扶綏県実験小学校
- 扶綏県新寧鎮第二小学校
- 扶綏県東羅鎮第一小学校
- 扶綏県中東鎮瓶山小学校
- 扶綏県中東鎮淋和小学校
- 扶綏県中東鎮新隆小学校
- 扶綏県中東鎮新霊小学校
- 扶綏県中東鎮四新小学校
- 扶綏県中東鎮百域小学校
- 扶綏県中東鎮三哨小学校
- 扶綏県東門鎮第二小学校
- 扶綏県岜盆郷那標小学校
- 扶綏県渠黎鎮渠多小学校
- 扶綏県柳橋鎮西長小学校
- 扶綏県渠黎鎮中央小学校
- 扶綏県東門鎮中央小学校
- 扶綏県昌平郷中央小学校
- 扶綏県山圩鎮中央小学校
- 扶綏県柳橋鎮中央小学校
- 扶綏県竜頭郷中央小学校
- 扶綏華僑麻紡紡織工場従業員子弟小学校

### 中学校
- 扶綏中学校(公立)
- 扶綏県第二中学校(公立)
- 扶綏県竜華中学校
- 扶綏県育才中学校
- 扶綏県民族中学校
- 扶綏県民族中学校
- 扶綏県昌平中学校
- 扶綏県山圩中学校
- 扶綏県東門中学校
- 扶綏県渠旧中学校
- 扶綏県竜頭中学校
- 扶綏県東羅中学校
- 扶綏県中東中学校
- 扶綏県実験学校（小中一貫校）

### 専門学校
- 扶綏県中等職業技術学校

## 高等学校
- 広西都市職業学院[8][9]
- 広西科学技術職業学院[10]

## 大学
- 広西桂林理工大学南寧分校扶綏校区

## 文化

### 民俗文化
扶綏県の民俗文化としてはチワン族中心である。県内のチワン族人は歴史が長く素朴で多彩な民間歌謡を保存してきている。その民謡は民間の習俗と関係があり、内容が豊富多彩で原始的な特徴を作り上げた。チワン族民謡は交際、宣伝、教育、娯楽等の役割以外にも、歴史的価値、学術的価値、芸術的価値、実用的価値があり、それはチワン族の遥か昔の歌謡文化遺産である。その中で特に藍衣チワンの民俗文化は際立った特色を持つ。藍衣チワンは全身藍装束が有名で、広西チワン族自治区の各県に分布しているが、扶綏県内では、主に岜盆郷の楞投桃花村に居住している。毎年恒例の旧暦3月3日「三月三」(サームニッサーム、Samnyied sam)は、墓参の後、多くの藍衣チワン族人々が着飾って、歌坂広場で歌を歌い上げる祭典、「歌節」（かせつ）が行なわれ、男・女間で即興の歌を歌い、愛情を伝え合うという風習があり、民族舞踊や「歌合戦」などを披露するイベントも行われている。
結婚の習俗や儀礼は黒衣チワンと同じだが、嫁入りの際にも親族による歌の掛け合いが行われる習慣がある。また、1980年代ごろまで、結婚しても子どもが授かるまで嫁と夫が数年間別居を続ける「不落夫家」の習慣があった

### 祭日
主な祭日は、春節(旧暦1月1日)、元宵節(旧暦1月15日)、端午節(旧暦5月5日)、中元節(盂蘭盆会、旧暦5月5日)、中秋節(旧暦8月15日)、重陽節(旧暦9月9日)など漢族・チワン族共有の民族伝統的な祭日がある。そのほか、チワン族の祭日は、旧暦2月2日の土地公祭(豊作祈願)、旧暦の3月3日のお墓参り祭や三月三歌節、旧暦4月8日の麦熱節(仏浴節、牛魂祭りともいう)、旧暦8月8日の秋祭、旧暦7月14の鬼節、旧暦10月の収穫節(十割節、九割祭ともいう)が重視される。

### 食文化
扶綏県の食文化としては米食中心であるが、一年を通じて野菜がとれる環境にあり、白菜、瓜類、豆類などの野菜を多く食べる。チワン族農家は自宅でブタ、ニワトリ、ガチョウなどを飼育して食用とし、一部には犬食文化やヤギの料理もあるが、草食で農耕に必要な水牛は一般に食べない風習をもつ。県内のチワン族人春節、三月三、重陽節のハレの料理としては、内臓を取ってショウガを入れた鶏を丸ごと煮る白斬鶏が一般的である。

### 名物
姑遼茶、東門鶏、新寧城廂イチゴ、扶綏サツマイモ糍粑（もち）、竜頭焼猪、渠旧赤瓜子（カボチャの種）、竜頭白餅、竜頭納豆、竜頭黒欖、鳳荘香米、小南瓜、渠旧涼糕（あんみつに近い）、新寧黒皮果砂糖きなど。

## 公共施設

### 文化施設
- 文化広場
- 扶綏県図書館
- 扶綏県科学・風水文化・教育園

### 運動施設
- 扶綏県体育館

### 医療施設
- 扶綏県人民医院
- 扶綏県婦幼保健院
- 扶綏県中医院
- 扶綏県腫瘤医院
- 扶綏県博愛医院
- 扶綏県防疫站

## 観光
- 金鶏岩風景区
- 左江山水自然風景区

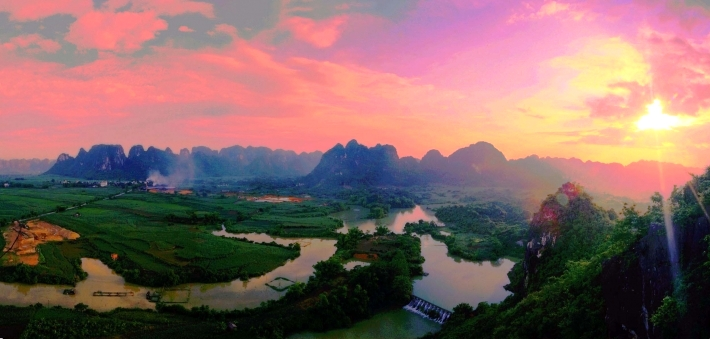
県内を流れる左江の風景

- 大九重山水生態風景区 (白頭葉猴生態公園)
- 恐竜公園
- 帰竜潭自然風景区
- 筆架山荘
- 劉三姐墓
- 黄現璠旧居 (黄現璠が幼少年期を過ごした崇左市扶綏県渠旧鎮三合村渠思屯にある旧居である)
- 文化観光美食節
- 広場文化芸術まつり

## 主な県出身者
- 呉凌雲（? - 1863年、扶綏県渠黎鎮出身のチワン族人。清末の延陵国の反乱の指導者、国を建てて延陵国と号し、自ら延陵王と称した）
- 黄現璠（1899年 - 1982年、扶綏県渠旧鎮出身のチワン族人。中華民国、中華人民共和国の歴史学者と民族学者）
- 謝鶴籌（1908年 - 1988年、扶綏県中東鎮出身のチワン族人。元中華人民共和国民族事務委員会の次長）
- 甘苦（1924年 - 1993年、扶綏県渠旧鎮出身のチワン族人。元全国人民代表大会常務委員会副委員長）